# جوزيف هولمز
جوزيف هولمز (بالإنجليزية: Joseph Holmes)‏ هو سياسي أمريكي، ولد في 31 ديسمبر 1736، وتوفي في 31 أغسطس 1809.